# Thực dân châu Âu tại châu Mỹ

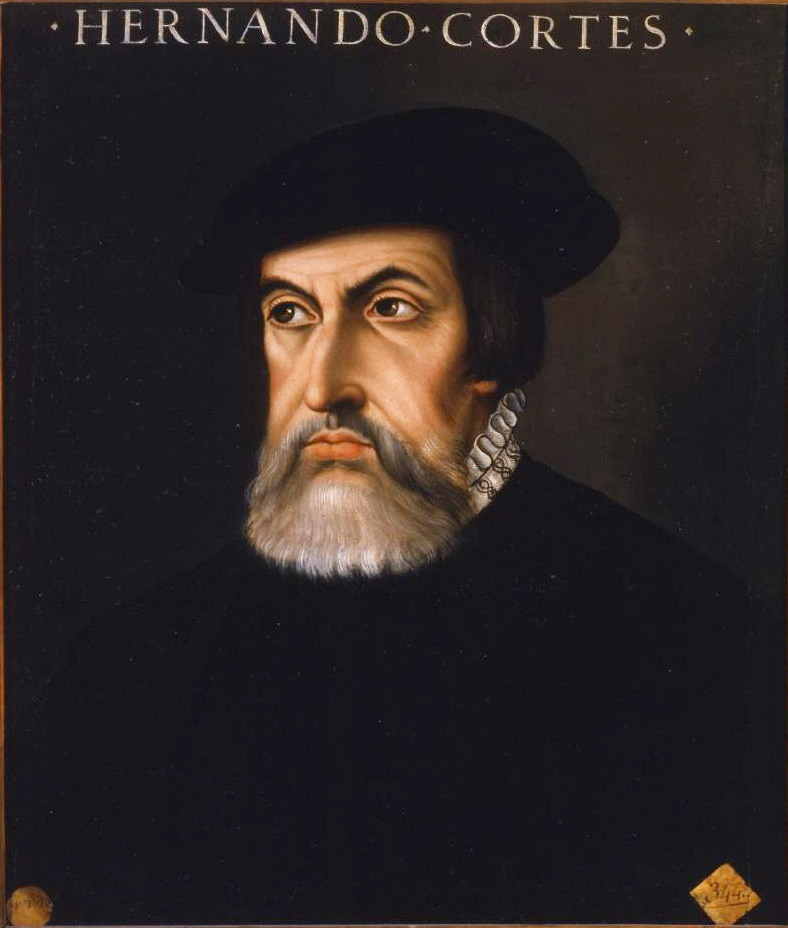
Hernando Cortés kẻ chinh phục, người mở đường cho thực dân châu Âu chiếm châu Mỹ

Người châu Âu đã bắt đầu thực dân hóa châu Mỹ kể từ năm 1492. Tuy nhiên, di chỉ L'Anse aux Meadows nằm ở tỉnh bang Newfoundland và Labrador của Canada đã bị thực dân hóa từ rất lâu trước đó. Kể từ năm 1000 SCN, nó là địa điểm duy nhất được biết đến là một ngôi làng của người Viking và Norse nằm ở Canada cũng như Bắc Mỹ ngoại trừ Greenland. L'Anse aux Meadows là trường hợp duy nhất được công nhận rộng rãi về sự giao lưu xuyên đại dương thời kỳ tiền Columbus.
Vào năm 1492, một đoàn thám hiểm Tây Ban Nha dẫn đầu bởi Cristoforo Colombo đã đi tàu đến châu Mỹ để buôn bán những gia vị đắt tiền và các mặt hàng khác. Ngay sau đó là các cuộc xâm chiếm, thám hiểm, đại thám hiểm cùng với thực dân hóa của người châu Âu. Các hoạt động đầu tiên diễn ra dọc theo bờ biển Caribbe trên các hòn đảo của Hispaniola, Puerto Rico và Cuba, và sau năm 1500 đã mở rộng sau vào lục địa ở cả Bắc và Nam Mỹ. Vào năm 1497, nhân danh nước Anh, John Cabot đã đặt chân đến bờ biển Bắc Mỹ và sau đó 1 năm, chuyến hải hành thứ ba cũng đã đưa Colombo đến bờ biển Nam Mỹ.
Pháp tìm kiếm thuộc địa nhiều nơi ở phía đông Bắc Mỹ, trên một số đảo ở Caribbe và ở Nam Mỹ, Bồ Đào Nha thực dân hóa Brasil.
Rốt cuộc, toàn bộ Tây bán cầu đã nằm dưới quyền cai trị của các nước châu Âu, dẫn đến những thay đổi sâu sắc về cảnh quan, dân cư và đời sống động thực vật ở những nơi đó. Trong thế kỷ 19, đã có trên 50 triệu người rời châu Âu để tới châu Mỹ. Thời kỳ sau năm 1492 được biết đến như là thời kỳ trao đổi Colombo (Columbian Exchange).

## Các thuộc địa của châu Âu tại châu Mỹ
Anh
- Mỹ thuộc Anh (1607– 1783)
  - Mười ba thuộc địa
  - Bắc Mỹ thuộc Anh (1783 – 1907)
  - Lãnh địa người Anh Điêng (1763–1783)
- Tây Ấn thuộc Anh

Courland
- New Courland (Tobago) (1654–1689)

Đan Mạch
- Tây Ấn thuộc Đan Mạch (1754–1917)
- Greenland (1814 - nay)

Hà Lan
- Tân Hà Lan (1609–1667)
- Essequibo (1616–1815)
- Quần đảo Virgin thuộc Hà Lan (1625–1680)
- Berbice (1627–1815)
- New Walcheren (1628–1677)
- Brasil thuộc Hà Lan (1630–1654)
- Pomeroon (1650–1689)
- Cayenne (1658–1664)
- Demerara (1745–1815)
- Suriname (1667–1954)
- Curaçao và Dependencies (1634–1954)
- Sint Eustatius và Dependencies (1636–1954)

Pháp
- Nouvelle-France (1604–1763)
  - Acadia (1604–1713)
  - Canada (1608–1763)
  - Louisiana (1699–1763, 1800–1803)
  - Newfoundland (1662–1713)
  - Île Royale (1713–1763)
- Guyane thuộc Pháp (1763-nay)
- Tây Ấn thuộc Pháp
- Saint-Domingue (1659–1804, giờ là Haiti)
- Tobago
- Quần đảo Virgin
- France Antarctique (1555–1567)
- Equinoctial France (1612–1615)

Bồ Đào Nha
- Brasil thuộc địa (1500–1815) trở thành vương quốc, Vương quốc Liên hiệp Bồ Đào Nha, Brasil và Algarve.
- Cisplatina (1808–1822, Uruguay ngày nay)
- Barbados (1536–1620)
- Guyane thuộc Pháp (1809–1817)

Nga
- Mỹ thuộc Nga (giờ là Alaska, 1799–1867)

Tây Ban Nha
- Cuba (cho đến 1898)
- Phó vương quốc Tân Granada (1717–1819)
  - Tổng băng đảng Venezuela
- Tân Tây Ban Nha (1535–1821)
  - Nueva Extremadura
  - Nueva Galicia
  - Nuevo Reino de León
  - Nuevo Santander
  - Nueva Vizcaya
  - Las Californias
  - Santa Fe de Nuevo México
- Peru (1542–1824)
- Puerto Rico (cho đến 1898)
- Rio de la Plata (1776–1814)
- Santo Domingo (1861-1865)

Thụy Điển
- Tân Thụy Điển (1638–1655)
- Saint-Barthélemy (1785–1878)
- Guadeloupe (1813–1815)